# Pazius furcatus
Pazius furcatus är en näbbsländeart som beskrevs av George W. Byers 1957. Pazius furcatus ingår i släktet Pazius och familjen styltsländor. Inga underarter finns listade i Catalogue of Life.